# 中国射击协会
中国射击协会，於1956年成立。由国家射击队为主体。现任总教练为王义夫。宗旨是促进和指导全国射击运动的发展和技术水平的提高，加强与各国射击协会之间的友好联系。

## 外部連結
- 官方網頁